# Manfred Wörner
Manfred Hermann Wörner, född 9 december 1934 i Stuttgart (i nuvarande Baden-Württemberg) i Tyskland, död 13 augusti 1994 i Bryssel, Belgien, var en tysk politiker och diplomat. 
Wörner till hörde CDU och var ledamot i förbundsdagen för Landkreis Göppingen mellan 1965 och 1988 och tjänstgjorde som Västtysklands försvarsminister mellan 1982 och 1988. Han tjänstgjorde sedan som Natos generalsekreterare från 1988 och fram till sin död 1994.